# Tanzánia zászlaja
Tanzánia zászlaja Tanzánia egyik nemzeti jelképe.

## Története
A Zanzibári Szultánság a 18. századtól használta vörös zászlaját. 1964. január 12-én a szultán hatalma megdőlt, és az új köztársaság kék-sárga-zöld függőleges trikolórt fogadott el. Alig három héttel később kék-fekete-zöld vízszintes trikolórra változtatták a nemzeti lobogót. Tanganyika zászlaja ekkor zöld volt, egy vízszintes sárga szegéllyel ellátott fekete sávval a közepén. 1964 áprilisában a két ország egyesült, és zászlóik kombinációjával alkották meg azt a zászlót, amelyet ma is használnak.

## Leírása
A zászló színei Tanganyika zöld-sárga-fekete lobogójáról és Zanzibár kék-fekete-zöld lobogójáról származnak. A fekete a népre, a zöld a termőföldre, a kék a tengerre, a sárga pedig az ásványkincsekre utal.